# Западна чесновница
Западната чесновница (Pelobates cultripes) е вид земноводно от семейство Чесновникови (Pelobatidae). Видът е почти застрашен от изчезване.

## Разпространение
Разпространен е в Испания, Португалия и Франция.
Регионално е изчезнал в Гибралтар.